# Elfriede Rehbein
Elfriede Rehbein (* 19. Juni 1929 in Leipzig; † 11. Dezember 2004 in Dresden) war eine deutsche Wissenschaftlerin auf dem Gebiet des Verkehrswesens.
Sie war Mitbegründerin der Hochschule für Verkehrswesen „Friedrich List“ (HfV) in Dresden und von 1952 bis 1974 die Leiterin des dortigen Lehrstuhls für Wirtschafts-, Technik- und Verkehrsgeschichte sowie erste Direktorin des Verkehrsmuseums Dresden. Sie verfasste dabei zahlreiche Veröffentlichungen zur Verkehrsgeschichte.

## Leben
Elfriede Rehbein studierte Wirtschaftswissenschaften an der Akademie für Staat und Recht in Forst Zinna. Ihre 1953 in Dresden vorgestellte Dissertation hatte den Titel  „Zum Charakter der preußischen Eisenbahnpolitik von ihren Anfängen bis zum Jahre 1879“. Ihre 1958 in Halle (Saale) vorgestellte Habilitationsschrift war „Studien zur Geschichte  der imperialistischen deutschen Eisenbahnpolitik 1890 bis 1914“.
Im Mai 1987 wurde sie zur Leiterin des neu gegründeten Historischen Zentrums der HfV ernannt. Seit 1989 befand sie sich beruflich im Ruhestand.
In einem im März 2005 verfassten Nachruf des „Arbeitskreises Verkehrsgeschichte im Jungen Forum der Deutschen Verkehrswissenschaftlichen Gesellschaft“ heißt es: „Sie prägte maßgeblich die wissenschaftlichen Aktivitäten auf dem Gebiet der Verkehrsgeschichte. Als einer der Gründer der Hochschule für Verkehrswesen „Friedrich List“ trug sie zum Aufbau dieser bis heute einmaligen Einrichtung bei. Sie hinterließ der Fachschaft nicht nur umfangreiches Wissen um die Entwicklung des Verkehrswesens, sondern trug in besonderem Maße zum Selbstverständnis und zur Profilierung der Verkehrswissenschaften bei.“
Verheiratet war sie mit Gerhard Rehbein.

## Auszeichnungen
Sie erhielt am 8. Juni 1979, zum Tag der Werktätigen des Verkehrswesens der DDR den Ehrentitel Verdienter Werktätiger des Verkehrswesens der Deutschen Demokratischen Republik. Zum 1. Juli 1983 wurde sie zum Dekan der Fakultät für Gesellschaftswissenschaften der HfV ernannt.

## Werke
als Autorin und Herausgeberin
- Zum Charakter der preußischen Eisenbahnpolitik von ihren Anfängen bis zum Jahre 1879. Dissertation, 1953, Dresden.
- Ein Streifzug durch 120 Jahre sächsischer Verkehrsgeschichte. Verlag Verkehrsmuseum d. Hochschule f. Verkehrswesen (1956).
- Studien zur Geschichte  der imperialistischen deutschen Eisenbahnpolitik 1890 bis 1914. Habilitationsschrift, Halle (Saale) 1958.
- Einbaum, Dampflok, Düsenklipper. Streifzug durch das Deutsche Verkehrswesen in Vergangenheit, Gegenwart und Zukunft (1968), 2. Auflage 1969, Urania-Verlag.
- Rolle und Bedeutung der kapitalistischen Integration in der EWG unter besonderer Berücksichtigung des Verkehrswesens. in: Jahrbuch für Wirtschaftsgeschichte 1976/I, S. 105.
- Autobahnbau und Kriegsvorbereitung. in: Jahrbuch für Wirtschaftsgeschichte 1977/I, S. 167.
- Staatliche Regulierungsmaßnahmen im binnenländischen Verkehr Frankreichs. in: Jahrbuch für Wirtschaftsgeschichte  1978/IV.
- Die Stellung des Transportwesens in den urgesellschaftlichen, altorientalischen und antiken Produktionsweisen. in: Jahrbuch für Wirtschaftsgeschichte  1977/II, S. 101.
- Zu Wasser und Zu Lande. Entwicklung des Verkehrswesens von den Anfängen bis zum Ende des 19. Jahrhunderts. (1984), C.H. Beck Verlag April 1988, ISBN 3-406-30239-4.
- Das Schmalspurbahnarchiv der DDR. mit Klaus Kieper und Reiner Preuß (Transpress 1980).
- Unterwegs durch die Jahrtausende – Ein Streifzug durch die Geschichte des Weltverkehrs (1984).
- Deutsche Eisenbahnen 1835–1985 (1985).
- Die Eisenbahn auf fünf Kontinenten. Aus Verkehrs- und Kulturgeschichte. 1988, ISBN 3-361-00194-3.
- Friedrich List – Leben und Werk. mit Günter Fabiunke und Heinz Wehner (1989), ISBN 3-344-00352-6.
- Oldtimer auf Schienen. (= Akzent-Reihe Band 48) 1987, ISBN 3-332-00131-0.
- Klassiker des Schienenstrangs. 1990, ISBN 3-332-00069-1.